# Овчинников, Иван Павлович
Иван Павлович Овчинников (род. 5 июля 1996, пос. Солонцы, Россия) — российский регбист, полузащитник схватки команды «Нарвская застава» и сборной России по регби-7. Мастер спорта России.

## Карьера
Иван начал заниматься регби в 8 лет в спортивной секции в пос. Солонцы. Первым тренером был Бигбов Рашид Гумарович. Свою карьеру игрок начал в клубе «Красный Яр». В 2019 году перешел в «Нарвскую Заставу».
Призывался в юношеские сборные по классическому регби. На начало 2020 года является постоянным игроком сборной по регби-7.